# Assistant Secretary of State for Democracy, Human Rights, and Labor
Der Assistant Secretary of State for Democracy, Human Rights, and Labor ist ein Amt im Außenministerium der Vereinigten Staaten.

## Geschichte des Amtes

Organigramm: Die administrative Gliederung des Außenministeriums (englisch)

Aufgrund des wachsenden Interesses des US-Kongresses in Menschenrechtsangelegenheiten in der Außenpolitik wurde im Außenministerium am 21. April 1975 die Position des Koordinators für humanitäre Angelegenheiten (Coordinator for Humanitarian Affairs) geschaffen. Durch das Gesetz für internationale Sicherheitsbeistandschaft und Waffenexportkontrolle (International Security Assistance and Arms Export Control Act of 1976) vom 30. Juni 1976 unterlag die Berufung des Koordinators dem US-Präsidenten nach vorheriger Beratung und Beschlussfassung im US-Senat. Zugleich erfolgte eine Änderung der Amtsbezeichnung in Koordinator für Menschenrechte und humanitäre Angelegenheiten (Coordinator for Human Rights and Humanitarian Affairs). 
Durch das Gesetz über auswärtige Beziehungen für das Haushaltsjahr 1978 (Foreign Relations Authorization Act for Fiscal Year 1978) vom 17. August 1977 wurde die Amtsbezeichnung des Koordinators nunmehr in Assistant Secretary of State for Human Rights and Humanitarian Affairs geändert und durch einen Verwaltungserlass vom 27. Oktober 1977 die Einführung einer Unterabteilung für Menschenrechte und humanitäre Angelegenheiten (Bureau of Human Rights and Humanitarian Affairs) angeordnet. Durch das Gesetz über auswärtige Beziehungen für die Haushaltsjahre 1994 und 1995 vom 12. Mai 1994 wurde schließlich die Ernennung des heutigen Assistant Secretary of State for Democracy, Human Rights, and Labor genehmigt. Der Assistant Secretary of State for Democracy, Human Rights, and Labor ist Leiter der Unterabteilung für Demokratie, Menschenrechte und Arbeitsbedingungen (Bureau of Democracy, Human Rights, and Labor) des Außenministeriums und untersteht organisatorisch dem Under Secretary of State for Civilian Security, Democracy, and Human Rights (Abteilungsleiter), dem er zugleich berichtspflichtig ist.

## Amtsinhaber

### Liste derAssistant Secretaries of State for Human Rights and Humanitarian Affairs, 1976–1993
| Name                 | Beginn der Amtszeit | Ende der Amtszeit | Amtierender US-Präsident            |
| -------------------- | ------------------- | ----------------- | ----------------------------------- |
| James M. Wilson, Jr. | 29. November 1976   | 28. April 1977    | Gerald Ford                         |
| Patricia M. Derian   | 17. August 1977     | 19. Januar 1981   | Jimmy Carter                        |
| Ernest W. Lefever    | [ 1 ] [ 2 ]         |                   | Ronald Reagan                       |
| Elliott Abrams       | 12. Dezember 1981   | 17. Juli 1985     | Ronald Reagan                       |
| Richard Schifter     | 31. Oktober 1985    | 3. April 1992     | Ronald Reagan und George H. W. Bush |
| Patricia Diaz Dennis | 24. August 1992     | 20. Januar 1993   | George H. W. Bush                   |

### Liste derAssistant Secretaries of State for Democracy, Human Rights, and Labor, seit 1993
| Name                                              | Beginn der Amtszeit | Ende der Amtszeit  | Amtierender US-Präsident |
| ------------------------------------------------- | ------------------- | ------------------ | ------------------------ |
| John Shattuck                                     | 2. Juni 1993        | 13. November 1998  | Bill Clinton             |
| Harold Hongju Koh                                 | 13. November 1998   | 20. Januar 2001    | Bill Clinton             |
| Lorne Craner                                      | 4. Juni 2001        | 31. Juli 2004      | George W. Bush           |
| Barry Lowenkron                                   | 14. Oktober 2005    | 28. August 2007    | George W. Bush           |
| David J. Kramer                                   | 21. März 2008       | 20. Januar 2009    | George W. Bush           |
| Michael H. Posner                                 | 23. September 2009  | 8. März 2013       | Barack Obama             |
| Uzra Zeya (kommissarisch)                         | 8. März 2013        | 4. April 2014      | Barack Obama             |
| Tom Malinowski                                    | 3. April 2014       | 20. Januar 2017    | Barack Obama             |
| Virginia L. Bennett (kommissarisch)               | 20. Januar 2017     | 30. November 2017  | Donald Trump             |
| Michael Kozak (Leitender Beamter des Büros)       | 30. November 2017   | 12. September 2019 | Donald Trump             |
| Robert Destro                                     | 23. September 2019  | 20. Januar 2021    | Donald Trump             |
| Lisa J. Peterson (kommissarisch)                  | 20. Januar 2021     | 6. September 2022  | Joe Biden                |
| Erin M. Barclay (kommissarisch)                   | 6. September 2022   | 21. Januar 2024    | Joe Biden                |
| Robert S. Gilchrist (Leitender Beamter des Büros) | 21. Januar 2024     | 8. August 2024     | Joe Biden                |
| Dafna Hochman Rand                                | 8. August 2024      | 20. Januar 2025    | Joe Biden                |
| Riley M. Barnes (Leitender Beamter des Büros)     | 20. Januar 2024     |                    | Donald Trump             |